# The Colbert Report
«The Colbert Report» (Репортаж Кольбера) — американське вечірнє ток-шоу та новинно-сатирична телевізійна передача, яку вів Стівен Кольбер та яка випускалась в ефір чотири дні на тиждень на каналі Comedy Central з 17 жовтня 2005 по 18 грудня 2014 року (всього 1 447 випусків). Фокусом шоу був вигаданий персонаж Стівен Кольбер, якого грав реальний Стівен Кольбер. Кольбер описував цього персонажа як «погано інформований, високостатусний ідіот з добрими намірами», і він був карикатурою на телевізійних політичних коментаторів. Більш того, шоу було сатирою на консервативні політичні ток-шоу з відомими ведучими, в першу чергу на програму Fox News Channel «The O'Reilly Factor». «The Colbert Report» був спін-оф іншої програми Comedy Central — «The Daily Show», де Стівен Кольбер був кореспондентом декілька років та відпрацьовував персонажа.
Програма була створена Кольбером, Джоном Стюартом та Беном Карліном. Текст шоу засновувався на імпровізації і часто висміювала новини. Структура шоу також включала інтерв'ю з гостем, де персонаж Кольбера намагався розбити доводи опонента. Зйомки шоу відбувались у Нью-Йорку, районі Хеллс-Кітчен; площадка шоу була виконана у «гіпер-американському» стилі, який символізував его персонажа. Шоу записувалось та виходило в ефір з понеділка по четвер, з тижнями перерв протягом року.
«The Colbert Report» мав негайний успіх у критиків та глядачів, отримав численні нагороди, у тому числі 2 престижні премії Пібоді. Культурний вплив шоу — який деколи вимагав значущий ступінь участі глядачів шоу, що отримали назву «Нація Кольберта» (англ. Colbert Nation) — простягнувся кілька разів за межі програми. Цей вплив включав: участь двічі у президентській гонці США, спільне проведення ралі на Національній алеї, контроверсійний виступ на Вечері Кореспондентів Білого Дому та заснування реального Super PAC, який зібрав мільйон доларів. Крім того, шоу послугувало натхненням різних інших форм медіа, у тому числі музики та книг-бестселлерів.

## Історія

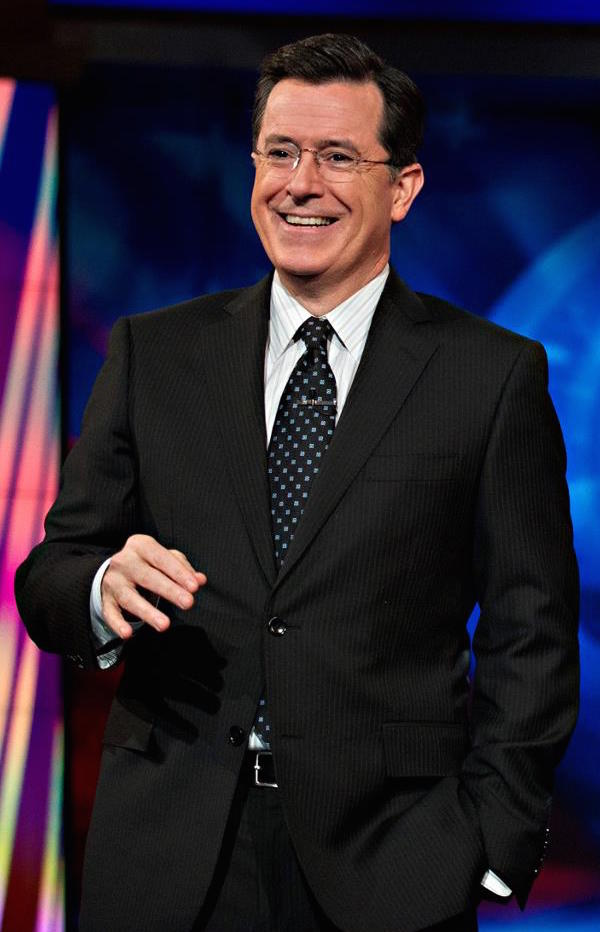
Кольбер на сцені «The Colbert Report» 2011 року.

«The Colbert Report» робило сатиру на телевізійних програми з консервативними політичними коментаторами та фокусувалось довкола Стівена Кольбера, вигаданого персонажа-ведучого, якого грав сам Стівен Кольбер. Персонаж вперше з'явився у скетч-комедійному серіалі «The Dana Carvey Show» 1996 року, де він описувався як «зарозумілий, вдягнений у тренч репортер, який веде репортажі з місця подій таким чином, наче саме його присутність там є справжньою гарячою новиною.» Кольбер приєднався до «The Daily Show» на Comedy Central 1997 року, через рік після його запуску з ведучим Крейгом Кілборном. Коли Джон Стюарт став ведучим програми 1999 року, «The Daily Show» отримало видимо інший стиль, його гумор став більш різко-політичним. Кольбер пригадував, що Стюарт спеціально просив його мати політичну току зору та дозволити його пристрасті до проблем переноситись на його комедію.
Кольбер став постійним членом «The Daily Show» і навіть час від часу вів його при відсутності Стюарта. 2003 року у програмі почали демонструвати анонс вигаданої програми «The Colbert Réport», в якій Кольбер пародіював ведучих кабельних новин. Коли інша зірка «Daily Show» Стів Керелл полишив програму задля теле- та кінокар'єри, Comedy Central доклало зусиль для утримання Кольбера у цій телемережі. Він запропонував «The Colbert Report» каналу 2004 року, Стюарт вчинив тиск на Comedy Central, щоб вони це шоу почали випускати і Кольберу погодились дати всім тижнів на спробу. З огляду на негайний успіх шоу, воно швидко стало постійним у вечірній сітці каналу; на піку шоу в середньому щовечора збирало 1,5 млн телеглядачів.
Вигаданий персонаж ведучого Кольбера поступово став менш різким, оскільки Стівен Кольбер вважав, що з часом він від нього відмовиться. Він почав розглядати як акт дисципліни необхідність виступати в характері; пізніше Стівен зазначав, «щоб моделювати поведінку, слід споживати цю поведінку регулярно. Мені стало дуже важко дивитись заангажованих ведучих будь-якого виду, будь-якої політичної схильності.» Коли його контракт мав завершитись у грудні 2014 року і Стівен вже вирішив його не продовжувати, до нього звернулось CBS і запропонувало змінити Девіда Леттермана в якості ведучого їх франшизи «Late Show». Про завершення шоу було оголошено майже одночасно з повідомленням про план переходу Кольбера до CBS, у квітні 2014 року. Останній епізод вийшов в ефір 18 грудня 2014 року. У вечірній сітці Comedy Central шоу було замінено на «The Nightly Show with Larry Wilmore», ще один спін-оф «The Daily Show».

## Сцена

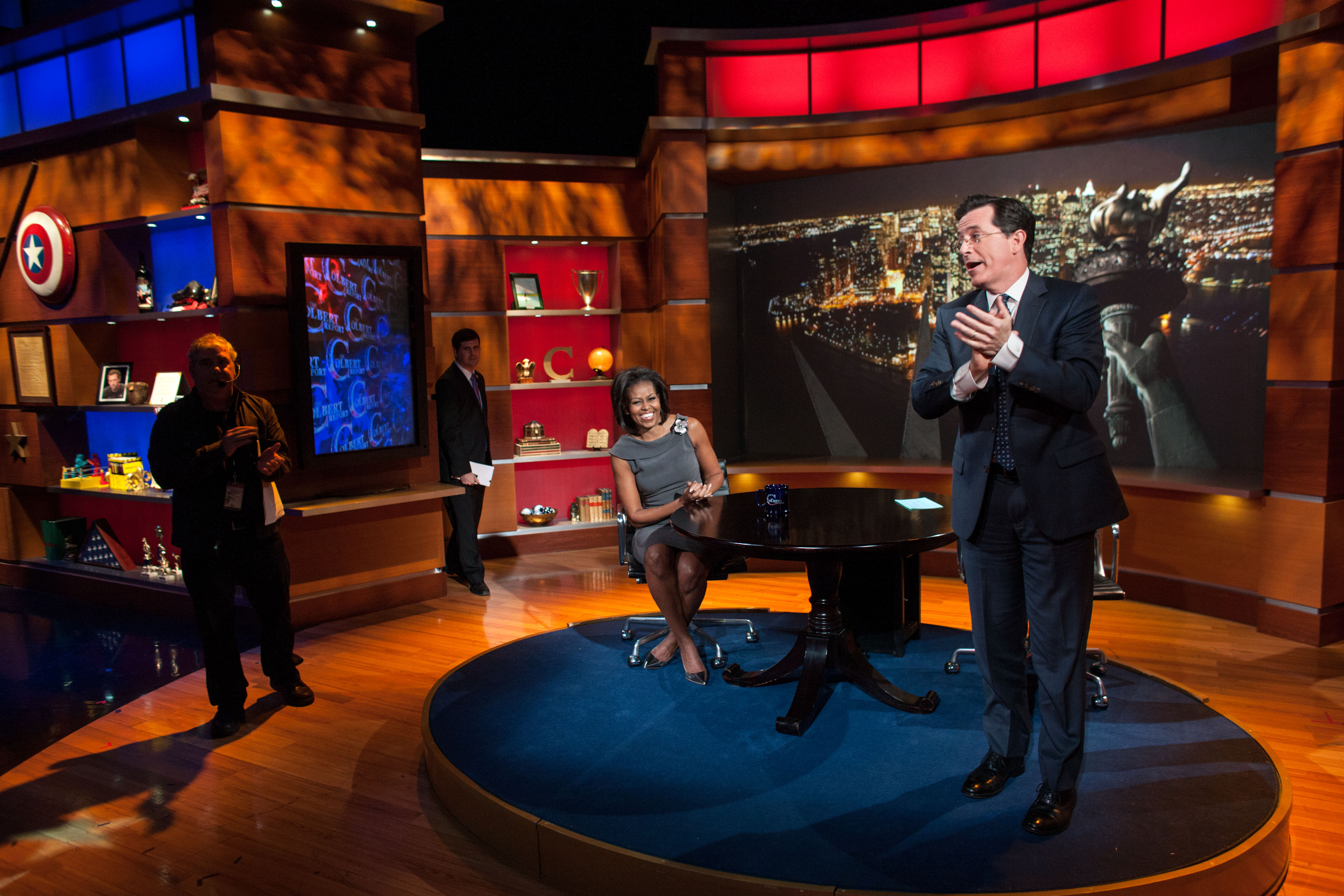
Кольбер на сцені шоу готується до інтерв'ю з Мішель Обама 2012 року.

«The Colbert Report» записувався і виходив в ефір чотири дні на тиждень. Студія запису шоу була розташована за адресою 513 W. 54-та вулиця в Ню-Йорку і використовувалась для запису «The Daily Show» до липня 2005 року; вона була розрахована на аудиторію у 150 глядачів. «NEP Studio 54» на 54-й вулиці перебуває у власності «NEP Broadcasting», яке є найбільшою продакшн-компанією у Нью-Йорку. За винятком сцени, продакшн-офіс шоу описувався як «схожий на лофт» та такий, в якому «всі труби над головою та оголена цегла.» Після припинення шоу, ця будівля почала використовуватись для «The Nightly Show with Larry Wilmore».
Сцена «The Colbert Report» мала назву «Орлине гніздо» та відображала і підтримувала стиль самозвеличення персонажу Кольбера. Її дизайн, розроблений Джимом Фенхагеном, мав на меті підкреслити его персонажу та бути «гіпер-американським.» У сцену було включено такі елементи, як архітектурні лінії, які сходилися на столі Кольбера, радіальні балки, які розходились від місця позаду його крісла. Основним внеском самого Кольбера у сцену була репродукція «Тайна вечеря» Леонардо да Вінчі,, в якій персонаж Кольбера був зображений як Ісус Христос. На сцені, «майже кожен дюйм містив або прізвище Кольбер, або першу літеру»; його ім'я, ініціали та назва шоу з'являлись на плазмовому дисплеї столу, на кроквах над столом, а сам стол мав форму величезної літери «C». На задньому фоні були розташовані вигадані артефакти біографії персонажу, які телеглядачі рідко бачили. "Я не раз казав, 'Люди це можуть і не помітити.' Але коли працюєш з комедійною командою, вони сильно захоплюються. Вони просто не можуть стриматись," казав Фенхаген. Середи цих артефактів були Конституція США, мініатюрні Десять заповідей та коротке керівництво до американського уряду.
Сцена була описана як «частково ріфеншталівська присвята зірці, частково символогічна галерея — там де увага глядачів постійно винагороджувалась.» Над каміном висів портрет Кольбера, який стояв у того ж каміну на фоні свого портрету, і кожного року портрет замінювався на портрет Кольбера, який стоїть на фоні портрету минулого року. Графіка, використана у шоу та студії, була насичена американськими прапорами, білоголовими орланами, щитом капітана Америка та іншими патріотичними зображеннями.

## Формат
Як правило, шоу починалось з того, що Кольбер оголошував теми шоу та гостя; оголошення кожної теми було структуровано так, щоб бути навмисним каламбуром. Після серії каламбурів йшла словесна метафора, яка рекламувала шоу та майже завжди закінчувалась словами «This is the Colbert Report.» Після цього йшла заставка шоу, в якій орел летів повз ведучого, потім йшли зображення культури та історії США, фото Кольбера та слова, які його описували (деякі з яких використовувались як «The Word»). Першим таким словом було «Grippy», потім використовувались інші слова, у тому числі такі слова-каламбури як «Megamerican», «Lincolnish», «Superstantial», «Flagaphile» та «Factose Intolerant». У заставці епізоду 04 травня 2009 року мав приховані натяки від Дж. Дж. Абрамса щодо того, коли і де Кольбер буде у Перській затоці, та «Farewellison» на честь фінального епізоду колишнього продюсера шоу Елісон Сільверман. Далі персонаж Кольбера був показаний обнімаючим американський прапор..
Тематична музика шоу — «Baby Mumbles» від Cheap Trick. Кольбер подзвонив гітаристу Ріку Нільсену під час роботи над створенням шоу для обговорення теми і зазначив, що йому подобається пісня групи «I Want You to Want Me» і тематична музика шоу значною мірою є мелодією цієї пісні, яка програна у зворотньому порядку.
Після початкового фрагменту, Кольбер найчастіше проходився по свіжим заголовкам новин у манері, яка пародіювала традиційні новинні канали; це було схоже на «The Daily Show», але з псевдо-правим ухилом. Далі програма переважно продовжувалась розглядом Кольбером окремої теми, з демонстрацією відео-кліпів. Після того, часто слідував сегмент «The Word», в якому коментарі Кольбера співставлялись на екрані з сатиричними булетами, що було пародією на сегмент «Talking Points Memo» передачі «The O'Reilly Factor». Деколи тут також було коротке інтерв'ю з людиною, яка мала стосунок до цієї теми. Формат середнього сегменту мінявся, але часто там був скетч або візуальна презентація. Часто ці скетчі були частиною повторюваних сегментів, які могли включати «Better Know a District», в якому Кольбер брав інтерв'ю у представника певного дистрикту США; «Tip of the Hat/Wag of the Finger», в якому Кольбер озвучував своє схвалення чи несхвалення відомих людей та новин; «Cheating Death with Dr. Stephen T. Colbert, D.F.A.», сегмент про здоров'я; «The Sport Report» в якому «t» в обох словах Sport та Report не вимовлялось, сегмент про спорт; «The ThreatDown», в якому Кольбер перераховував 5 найбільших загроз для Америки; «Thought for Food», в якому йшлося про споживання конкретної страви по світу, тощо.
Деколи також виходив «Colbert Report Special Repor-t» (з особливим наголосом на останню 't'), або навіть «Colbert Report, Sport Report, Special Repor-t», в якому Кольбер присвячував секцію епізоду або весь епізод певному предмету.
Третім сегментом майже завжди було інтерв'ю зі знаменитістю, часто автором книг чи представником уряду. На відміну від стандарту пізніх шоу, коли гість йшов до стола ведучого, натомість Кольбер біг до окремої ділянки сцени для інтерв'ю з гостем, купаючись в аплодисментах та славі, яка призначалась гостю. В цьому сегменті шоу Кольбер-персонаж часто намагався пришпилити свого гостя з використанням різних риторичних засобів та логічних хиб, щоб довести його неправоту. Кольбер-особа одного разу зазначив, що його особистим улюбленим сегментом були інтерв'ю, які з його боку включали потребу більше слухати гостя, щоб його персонаж «невігласно деконструював» аргументи його опонента. Третім сегментом шоу деколи були музичні гості, серед яких Metallica, Пол Маккартні, Rush, Green Day, Пол Саймон, Crosby Stills & Nash, Pavement, Кет Стівенс, Йо-Йо Ма, Radiohead і Black Star. Кольбер завершував шоу якимсь зверненням до аудиторії, або якщо не вистачало часу, просто «that's it for the report everybody, good night» (оце і весь репортаж, всім на добраніч).

## Персонаж
Кольбер про свій персонаж
Ведучим «The Colbert Report» був Кольбер-персонаж, «пихатий правий коментатор»,, якого зображував Стівен Кольбер. Персонаж включає певні аспекти справжнього життя Кольбера, або переважно є пародією на коментаторів кабельних новин, особливо Білла О'Райлі з передачі Fox News «The O'Reilly Factor», якого він називав «Papa Bear». З цією метою персонаж навіть використовує манеризми О'Райлі, його «жести проколювання чогось ручкою.» Використання О'Рейлі «важливих моментів» — ілюстрованого тексту на екрані, який відображає точку зору ведучого — у «The Colbert Report» пародіювались у сегменті «The Word». Кольбер також спочатку використовував довгі словесні метафори у пародії на кореспондента CNN Аарона Брауна. Крім того, на створення персонажа сильно вплинули такі ведучі як Стоун Філліпс, Білл Кертіс та Джеральдо Рівера. «Мені подобалось, як Рівера робив репортаж так, наче це сміливий поступок», — сказав Кольбер репортеру 2012 року.
Ключовим принципом «The Colbert Report» було те, що Кольбер-персонаж є «погано інформований, високостатусний ідіот з добрими намірами.» Персонаж вірить, що саме він є новинами, а не провідником новин для аудиторії чи звичайним членом медіа; він бачить себе важливішим за новини. Він є щирим у своєму підході, але часто сильно надмірним у своїх твердженнях. Персонаж є его-маніакальним, не любить факти («factose intolerant»), вірує в Бога та гіпер-патріотичний. Партійно він вважає себе незалежним, якого часто приймають за республіканця, але зневажає лібералів та в цілому погоджується з діями та рішеннями Республіканської партії. Персонаж Кольбера описували як «їдкого правого задиру». Персонаж існував в опозиції не до політичних лідерів, а до загального незнання; наприклад, його наполягання, що кандидат у президенти (на той час) Барак Обама має соціалістичні погляди, базувались на поширеній хибній думці. В пародії на культ особи, персонаж Кольбера також створив еквівалент у реальному житті, утворивши «Націю Кольбера» («Colbert Nation»). Хоча надання персонажу певної об'ємності було задачею параметрів шоу, його продюсери не ставили за мету створення лояльних прихильників; жарт полягав у тому, що персонаж вважав, що має вплив, але цей вплив був фрагментом його уяви під дією його его.

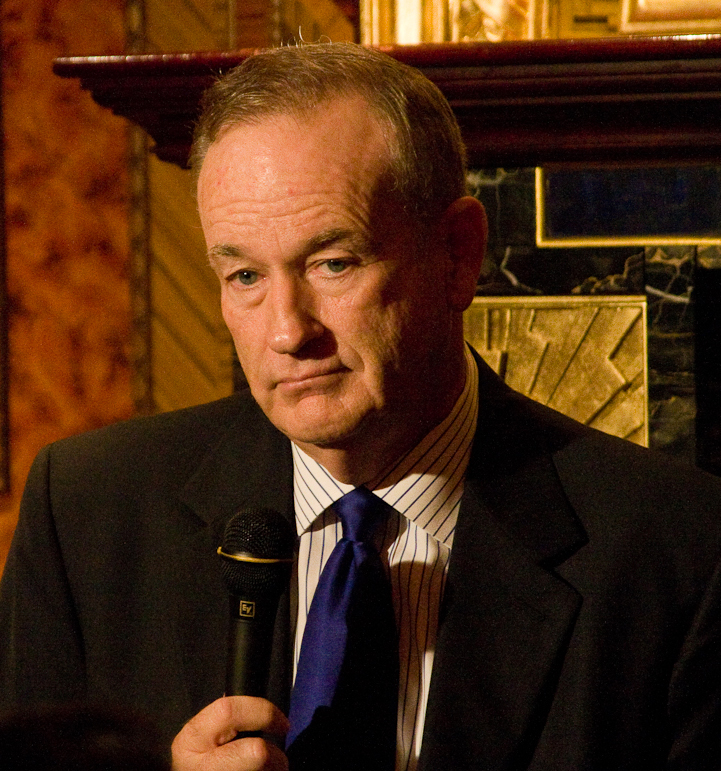
Персонаж є в першу чергу пародією на коментаторів кабельних новин, особливо Білла О'Райлі (на фото).

Незважаючи на те, що він виглядає завжди у контролі, Кольбер-персонаж є вразливим: його сильно лякають могутніші за нього і він страждає на «arctophobia», страх ведмедів, яких він називає «гігантськими, безбожними вбивчими машинами-мародерами». Він сповіщає аудиторію про те, що він вважає новою загрозою національній безпеці (у повторюваному сегменті «ThreatDown»), але лише для виправдання власних страхів та їх нав'язування аудиторії.
З плином часу існування шоу, Кольбер поступово почав згладжувати свого персонажа, дозволяючи гостям «висловлювати свою думку» в інтерв'ю. Тривалий час існування шоу створив те, що «Нью-Йорк Таймс» описала як «відчуття того, що ми всі розуміємо, про що жарт.» Сам Кольбер визнавав, що він "рідко потрапляв в характер так часто, як колись, " і зазначав, що «потрібно бути пильним, щоб залишитися в невіданні.» Він зазначав, що його власні думки деколи можуть співпадати з думкою його персонажу, коли позиція ліберальних гостей видавалася заснованою на неприязні, а не на логічному доводі. Політик та колишній віце-президент Альберт Гор випадково назвав персону «персонажем» у інтерв'ю на шоу в 2011 р., а у 2013 році Кольбер ще далі розмив межі, коли розповів про смерть своєї матері на програмі. Тому багато коментаторів почали казати про розвиток в рамках шоу «третього» Кольбера — удаваного коментатора і проінформованого власним життям Кольбера-особи. У титрах шоу Кольбер мав титул, який ставав все довшим і більш гумористичним по мірі існування шоу: Її Преосвященство Преподобний Сер Доктор Стівен Тайрон Мос Деф Кольбер, D.F.A., чемпіон світу з боксу у важкій вазі✱✱, за участі Flo Rida, Першої леді Франції.
Коли О'Райлі з'явився на «The Daily Show» до того, як вийшов другий випуск «The Colbert Report», він сказав, «перш ніж ми почнемо, хтось сказав мені на шляху сюди, що у вас тут якийсь французик мене пародує?», і далі декілька разів говорив про 'французика'. У пізнішому інтерв'ю «Ньюсвік» О'Райлі сказав, що він «вважає компліментом», що Кольбер пародіює його, оскільки Кольбер «не злий» і не «використовує [свою] платформу для знущання над людьми». Пізніше Кольбер відповів йому через своє шоу, «Ти мені теж подобаєшся. Насправді, якби тебе не було, це шоу б не існувало.»

## Теми
Кольбер заперечував, що політичний наголос шоу мав ліберальне упередження, і зазначав, що він сам сучасною політикою не цікавиться. Він вважав, що політичні проблеми віддзеркалюють базову людську поведінку, яка є його сатиричним напрямком, і зазначав, «якби я думав, що у мене є політична позиція, у мене були б великі неприємності.» У іншому інтерв'ю, Кольбер зазначиа, «Я не хтось, з ким можна зхрестити політичну зброю. Я комік. Я люблю удавання.»

## Варті уваги епізоди

### Ранні роки
Перший випуск шоу «The Colbert Report» був у жовтні 2005 р.; першим гостем був Стоун Філліпс, з якого частково був взятий персонаж Кольбера. У тому ж першому епізоді Кольбер створив слово «правдість» (англ. truthiness), яке позначало «якість, яка характеризує „правду“, яку людина використовує у суперечці чи твердженні і яку вона знає інтуїтивно „нутрощами“ або тому, що вона „відчуває, що це правда“, без будь-якого звернення до доказів, логіки, інтелектуального вивчення чи фактів.» Це слово Truthiness було проголошено Словом року 2005 року «American Dialect Society» та 2006 року словником Мерріам-Вебстер.
У одному з перших епізодів, персонаж Кольбера стверджував, що він є колишнім членом групи «Stephen & the Colberts», яка виступала в стилі Нова хвиля 1980-х рр., і оприлюднив вигаданий музичний відеокліп групи на пісню «Charlene (I'm Right Behind You)».
Завдяки популярності шоу Кольбер був запрошений ведучим «Вечері кореспондентів Білого Дому» (англ. White House Correspondents' Dinner), де він виступав як персонаж. Його суперечливий, їдкий виступ був спрямований на президента США Джорджа Буша та ЗМІ і був холодно зустрінутий аудиторією. Хоча сам президент Буш потиснув Кольберу руку, коли був запрошений ним на сцену, під час виступу Кольбера декілька його помічників та прихильників вийшли з зали, а сам президент виглядав розсердженим. Виступ Кольбера швидко став інтернет- та медіа-сенсацією. На думку «Vanity Fair», промова перетворила Кольбера на «народного героя» лібералів, і пізніше була названа Френком Річем «визначальним моментом» проміжних виборів в парламент США 2006 року. Адам Стернберг з New York Magazine через рік після дебюту шоу назвав персонаж Кольбера «чимсь дуже близьким до того, що він пародіює, типу Білла О'Райлі для злих лівих.»
У 2006 році Кольбер заохотив фанів голосувати за його ім'я для назви нового моста в Угорщині, яка вирішувалась онлайн-голосуванням; він переміг друге місце з перевагою у більше 14 млн голосів, однак пізніше був дискваліфікований, оскільки назву моста обирали на честь померлих. Пізніше того ж року він почав жартівливу суперечку з інді-рок групою the Decemberists щодо того, хто першим викличе своїх фанів створили хромакей відео; вдаваний конфлікт завершився змаганням у соло на гітарі у фінальному епізоді того року, із запрошеними гостями гітаристом Пітером Фремтоном та доатором Генрі Кіссинджером. Кольбер пізніше пригадував це як «найбільш безумний» момент шоу, який змінив те, як персонал розглядав програму, оскільки якщо «персонаж вірить, що все, що він думає, вірить .. є важливим, то для шоу відходить все….»

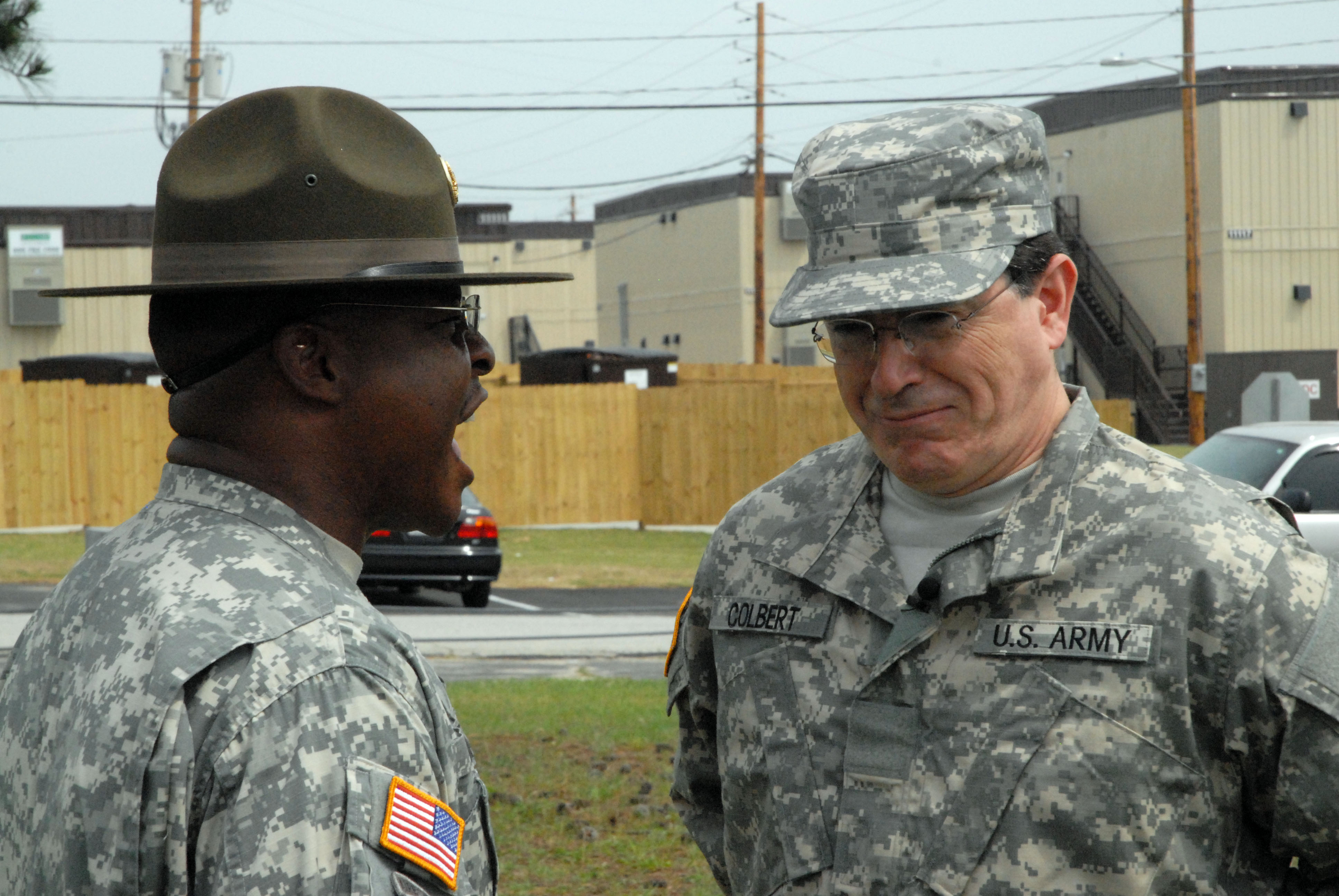
Інструктор зі стройової підготовки сержант першого класу Шантц виправляє солдата Кольбера у Форт-Джексоні, Південна Кароліна

У лютому 2007 року Ben & Jerry's випустило новий смак морозива на честь Стівена Кольбера «Stephen Colbert's AmeriCone Dream».. Вся виручка від цього виду морозива направляється на різну благодійність через фонд «Stephen Colbert AmeriCone Dream Fund». In June 2007, Colbert broke his left wrist while performing his warm-up for the show. Кольбер лишився в ефірі без авторів шот від час страйку Writers Guild of America в 2007–08 рр. Він модифікував вимову назви шоу, повернувши обидві кінцеві «t» (/ˈkoʊlbərt rəpɔrt/), які раніше не вимовлялись; схоже вчинило «The Daily Show», вийшовши в ефір як «A Daily Show». В цей період він розпочав вдавану ворожнечу між собою, Джоном Стюартом та Конаном О'Браєном.
У 2008 році шоу зняло гострий на язик спеціальний випуск «A Colbert Christmas: The Greatest Gift of All!». У 2009 році Кольбер зняв серію з 4-х епізодів для військ у Багдаді, Ірак. Йому зробили костюм у патерні ACU і він пройшов через скорочену версію базової тренувальної програми Армії США. У першому з цих 4-х епізодів голову Кольбера обрив наголо на сцені шоу генерал Раймонд Одіерно, якому жартівливо «наказав» це зробити президент Барак Обама, що з'явився у шоу у попередньо записаному сегменті з Білого дому.

### Останні роки

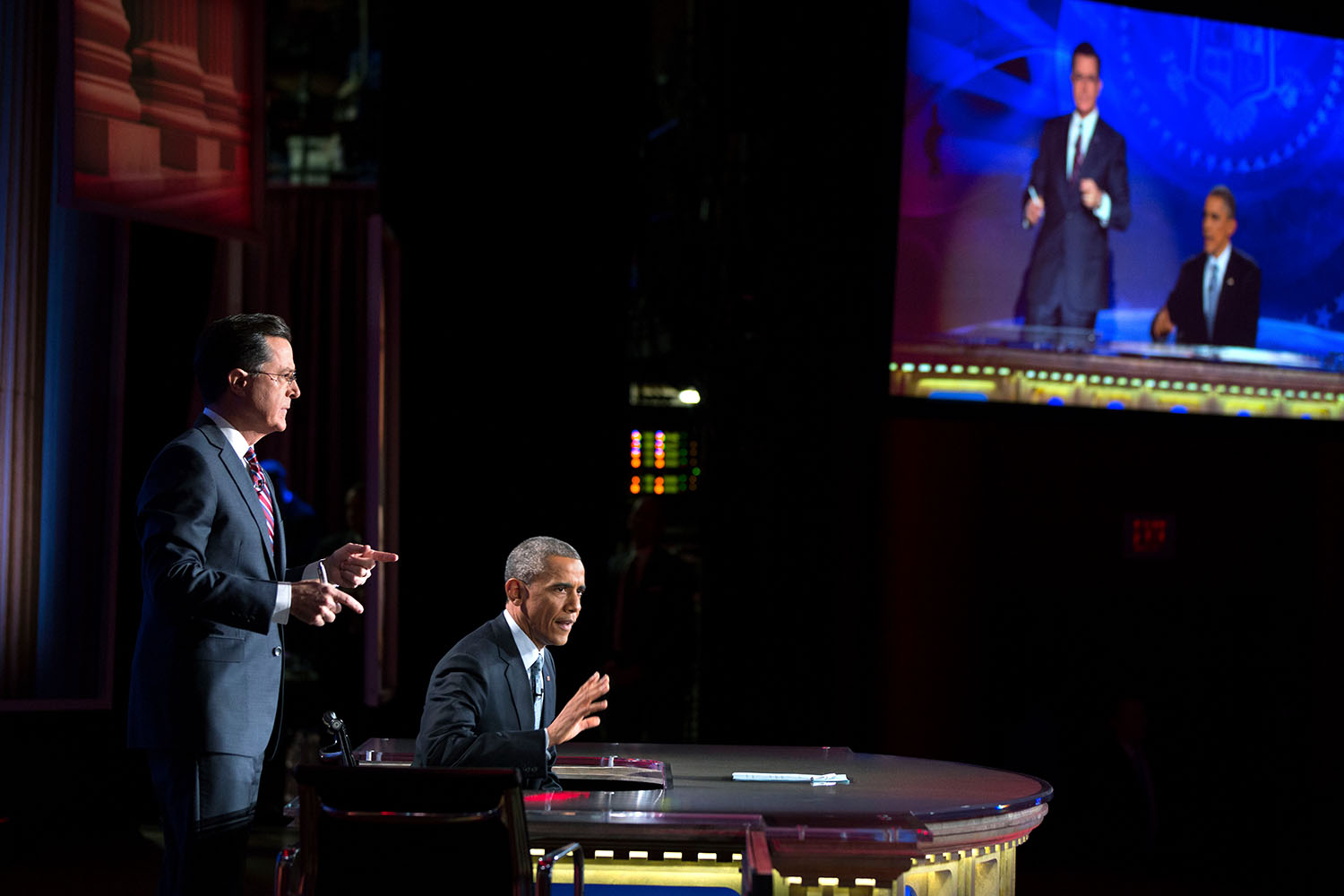
Президент Барак Обама як запрошений ведучий шоу 2014 р.

У 2010 році Кольбер-персонаж з'явився на засіданні юридичного підкомітету Конгресу з питань працівників ферм та імміграції. «The New Yorker» використала свідчення Кольбера перед Конгресом як приклад «третього» Кольбера: «Кольбер був вдумливим та щирим — та зруйнував все. Промовляючи щиро, він став тим, що висміював, зіркою, яка дає свідчення Конгресу.»
З червня 2011 року шоу створило повторюваний гег, коли Кольбер створи свій власний реальний супер-КПД «Americans for a Better Tomorrow, Tomorrow», який персонаж описував як «100% легальний та принаймні на 10 % етичний.»
У 2012 році Кольбер брав інтерв'ю в ілюстратора/письменника Моріса Сендака, який спромігся домогтися виходу Кольбера з образу персонажу; персонал шоу та сам Кольбер потім згадували цей сегмент як один з найбільш яскравих у шоу.
Президент Барак Обама виступив запрошеним ведучим на одному з останніх випусків передачі, який записувався з Університету Джорджа Вашингтона, Вашингтон; Обама сидів у кріслі Кольбера та вів сегмент «The Wørd».
Фінальний епізод вийшов в ефір 18 грудня 2014 року; у ньому Стівен стає безсмертним після випадкового вбивства «Смертушки» (англ. Grimmy, персонаж шоу) під час відкриття сегменту «Як обманути смерть з доктором Стівеном Т.Кольбером, D.F.A.». Далі Стівен співав всю пісню «We'll Meet Again» з багатьма відомими фігурами, перш ніж зустрітись з Санта-Клаусом, Авраамом Лінкольном та Алексом Требеком на даху студії. Коли вони всі від'їжджають на санчатах Санти, Стівен прощається з глядачами та звертається до Джона Стюарта за столом «The Daily Show», який дякує Кольберу за репортаж.

## Сприйняття

### Сприйняття критиками
Рецензії критиків на «The Colbert Report» після його прем'єри у 2005 році були позитивні, хоча і часто скептичні, то персонаж може проіснувати більше одного сезону і не набриднути. У цьому дусі висловились «Чикаго Триб'юн», «Seattle Post-Intelligencer». «Entertainment Weekly» зазначало, що «Кольбер доводить, що межа між серйозною тележурналістикою та повним нонсенсом є дійсно дуже тонкою.» Інші позитивну рецензії включали "The Hollywood Reporter", «Variety», «Лос-Анджелес Таймс», «Бостон глоуб», «Нью-Йорк Таймс»
Але були і більш негативні рецензії: «USA Today» писало, що «на жаль, лише через два тижні в ефірі … шоу вже роздуло персонаж Кольбера і артіфікацію, яка його підтримує це, за межі природної точки розриву.»
«The New Yorker» зазначав, що шоу залишалось смішним протягом всього терміну його існування., а Metacritic свідчить, що рецензії на перший сезон «The Colbert Report» давали 65/100, а оцінка глядачів на сайті становила 8,7/10.

### Рейтинги
З першого шоу рейтинги «The Colbert Report» вигравали від того, що перед ними йшло «The Daily Show», яке на той час збирало аудиторію в середньому 1,3 млн глядачів щовечора. Comedy Central раніше намагалось створити популярну програму на рівні «The Daily Show» і після черги невдач розраховувало на це шоу. Перший епізод «The Colbert Report» подивилися 1,13 млн глядачів, на 47 % більше, ніж в середньому для цього часового проміжку за попередній місяць, та 98 % глядачів «The Daily Show», яке було другим за популярністю на Comedy Central.
Майже негайно шоу почало регулярно мати більше 1 мільйона глядачів; воно також привабило більший процент молодих чоловіків (важливої демографічної страти), ніж інші пізні шоу (на то час Джей Лено, Девід Леттерман та Конан О'Браєн)... Вже за рік аудиторія «The Colbert Report» склала в середньому 1,5 млн глядачів за вечір.
У 2012—2013 рр. кількість глядачів шоу знизилась з 1,2 млн до 1,1 млн; у 2013 році «The Colbert Report» був другий найбільш популярним пізнім ток-шоу (після «The Daily Show») серед дорослих глядачів віком 18-49 років, вперше перемігши «The Tonight Show with Jay Leno» для цієї вікової категорії. Того року «The Colbert Report» привабив $52,1 млн реклами для аудиторії з середнім віком 39,4, на рік молодшої, ніж у «The Daily Show». У останньому році шоу, 2014 р., рейтинг шоу впав на три проценти (що збіглось з загальним падінням рейтингів кабельного телебачення).
Фінал шоу 18 грудня 2014 року переглянули 2,4 млн глядачів, найбільше в його історії; фінал також став найбільш популярним шоу у його часовому вікні, перемігши «The Daily Show», яке подивилось 2 млн глядачів.

### Нагороди

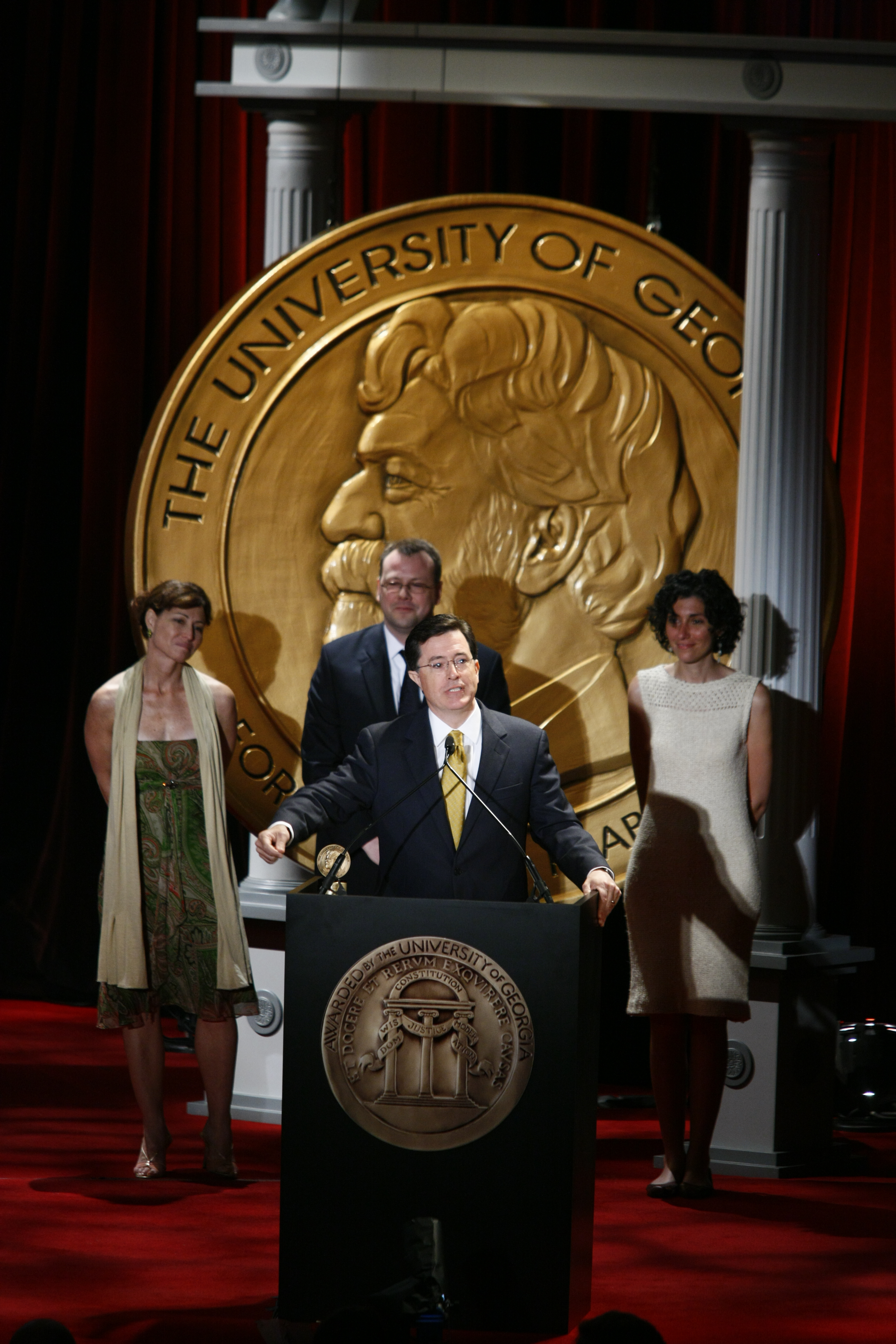
Стівен Кольбер та команда шоу на 67-й церемонії вручення премій Пібоді

«The Colbert Report» отримало численні нагороди та визнання протягом його існування. Шоу було номіновано на чотири премії Еммі у його першому році, але програло «The Daily Show». Протягом всього подальшого строку його існування воно номінувалось кожен рік, у номінаціях Outstanding Variety, Музика або Комедійний серіал, але кожного разу програвало "«The Daily Show» до 2013 року, коли воно перервало серію перемог «The Daily Show» на премії Еммі, яке назвали найдовшим в історії цієї премії. Colbert subsequently referenced his win on his program as the conclusion of Stewart's «reign of terror.» Воно виграло цю ж нагороду наступного року та було номіновано на ту саму категорію 2015 року.
Шоу також отримало дві премії Пібоді, які визнавали його recognizing високі досягнення у новинному та розважальному сегменті., та дві нагороди Греммі (за «Найкращий комедійний альбом», за саундтрек до спеціального випуску «A Colbert Christmas», та за «найкращий розмовний альбом» за аудіокнигу до книги «America Again».
У вересні 2010 року Стівен Кольбер і його колега-комік Джон Стюарт стали організаторами
масової демонстрації у Вашингтоні, біля Меморіалу Лінкольна під назвою Марш за відновлення здорового глузду і/чи страху (англ. Rally to Restore Sanity and/or Fear), яке стало пародією на подібний політичний мітинг консервативного коментатора Гленна Бека. Запис Маршу був номінований на чотири премії Еммі для денного телебачення (англ. Daytime Emmy awards) 2011 року, у тому числі в категоріях «Outstanding Special Class Special» та «Outstanding Special Class Writing».

### Суперечки
«The Colbert Report» час від часу викликав суперечки. У березні 2014 року шоу стало предметом критики, коли Кольбер використав «безглуздо вигаданий пародійний стереотипний персонаж, 'Чінь-Чонг Дінь-Донг,'» для «піддання сатирі вкоріненого висміювання» of азійського діалекту. Ім'я раніше використовувалось без наслідків, але офіційний Твіттер шоу — який вівся невідомо ким — твітнув коментарі без контексту, що привело до широкого гніву у соціальних мережах, у тому числі хештег-кампанії «#CancelColbert», яка трендилась у світі понад 24 години, у тому числі завдяки допомозі самого Кольбера.

## Ширший вплив
«The New Yorker» писав, що «Кольбер зробив важливі спостереження щодо політичної системи США, особливо щодо брудної ролі, яку гроші відіграють у ній. „The Colbert Report“ та „Daily Show“ […] змінили те, які молоді ліберали певного класу думають та розмовляють про громадянську культуру.»

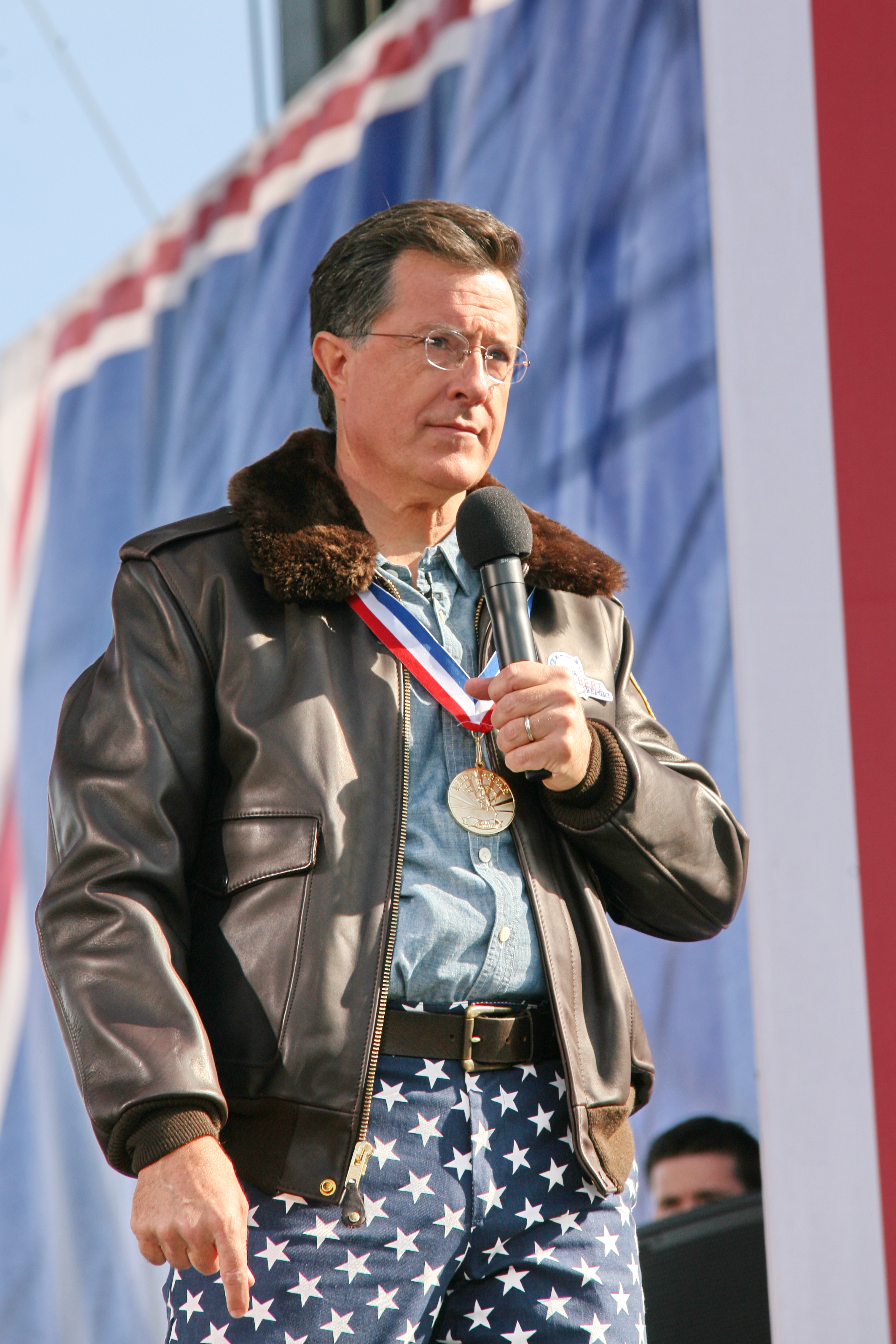
Кольбер на «Марші за відновлення здорового глузду і/або страху» 2010 року, на який прийшли понад 215 000 людей.

Шоу також вигадано слово «вікіальність» (англ. wikiality), зі значенням «реальність, встановлена рішенням більшості». Глядачі шоу вигадали слово freem; слово засновано на виключенні зі слова 'freedom' (свобода) слова 'do' (робити), у відповідно означає «свободу без потреби щось робити — без будь-якої відповідальності чи дії.»
У відповідь на сегмент «Better Know a District» Рам Емануель, тоді голова «Демократичного кокусу», проінструктував початківців не з'являтися на шоу у 2007 р.
У 2008 році, асоційований профессор Університету Східної Кароліни Джейсон Бонд назвав вид павука Aptostichus stephencolberti на честь Стівена Кольбера.
Багато разів глядачів «The Colbert Report» називали більш свідомими поточних подій, ніж глядачі традиційних новин. У квітні 2007 звіт Дослідницького центру П’ю назвав глядачів і цього шоу, і «The Daily Show» більш проінформованими, ніж ті, хто отримував інформацію з газет, телевізійних новин та радіо. Огляд Кольбером «Super PAC» широко схвалювався і подальші дослідження виявили, що цей огляд був більш ефективним, ніж традиційні програми новин, у навчанні аудиторії про фінансування політичних кампаній. Він отримав премію Пібоді за цю пародію, яка була описана як «інноваційний спосіб навчити американських глядачів знаковому судовому рішенню». «Annenberg Public Policy Center» 2014 року повідомив, що Super PAC сегменти Кольбера збільшили знання глядачів про PAC і про регулювання 501(c)(4) фінансування політичних кампаній більш успішно, ніж інші види ЗМІ.
«The Colbert Report» також був причиною декількох хвиль вандалізму у Англійській Вікіпедії — у 2006 році на заклик Кольбера масово редагувалася стаття про слона, та Вікіпедія була вимушена заблокувати редагування цієї статті та багатьох інших, пов'язаних зі слонами; в 2012 році під сплеск редагування потрапили кандидати у президенти від Республіканської партії США. Коли співзасновник Вікіпедії Джиммі Вейлз був гостем шоу у травні 2007 року, вони обговорювали пов'язаний з Кольбером вандалізм, і Вейлз сказав, що йому може знадобиться заблокувати редагування всієї Іспанської Вікіпедія на декілька днів після коментаря Кольбера, що можливо їй (іспанській вікі) слід вивчити англійську.

## Пов'язане мультимедіа
Шоу випустило численний мерчандайз та мультимедіа. Було випущено три гумористичних книги, перша з яких «I Am America (And So Can You!)» книгою та аудіокнигою була випущена 2007 року. У 2012 році були випущені дві книги спін-оф: «America Again» була сиквелом до першої книги шоу та торкалась таких тем, як Уолл-стріт, фінансування політичних кампаній, енергетичної політики, охорони здоров'я, Конституції США тощо. Інша книга «I Am a Pole (And So Can You!)» є дитячою, яка розповідає історію про вигаданий стовп, який шукає сенс свого життя.
Протягом існування шоу окремі його сегменти випускались на DVD. «The Best of The Colbert Report» 2007 року містило декілька найбільш значущих моментів ранніх сезонів шоу. Спеціальна збірка до Різдва «A Colbert Christmas: The Greatest Gift of All!» була випущена на DVD 2008 року. Звукова доріжка до цього спецвипуску також була випущена на iTunes Store після його виходу в ефір та включає музику від Feist, Джона Ледженда, Віллі Нельсона, Тобі Кейта, Джона Стюарта, Елвіса Костелло та самого Кольбера. 2011 року, фірма звукозапису Джека Вайта"Third Man Records" випустила 7-дюймовий вініловий сингл Стівена Кольбета та The Black Belles «Charlene II (I'm Over You)», який вони також виконали разом на шоу.